# Crawford (Nowy Jork)
Crawford – miasto w Stanach Zjednoczonych, w stanie Nowy Jork, w hrabstwie Orange.